# Дереник Демерджян
Дереник Демерджян (на арменски: Դերենիկ Դեմիրճժան) е известен арменски писател, поет, прозаик и драматург.

## Биография
Дереник Гарабед Демерджян е роден в Ахалкалаки, Грузия на 18 февруари 1877 година в бедно семейство. През 1892 г. завършва училище в Ардахан. Продължава обучението си в семинарията в Ечмиадзин до 1894 г. Първото му произведение „Абакан“ (Бъдещето) е публикувано през 1893 г. в списание „Мурдж“, където работи. В периода 1895 – 1897 г. учи в училище „Нерсесян“ като ученик на Бердж Трошян. Работи като ръководител на поща в Ардахан. През 1899 година започва работа в благотворителна организация като технически ръководител в Тифлис. Същата година издава първата си стихосбирка. 1905 – 1909 г. учи в Женевския университет, във факултета по философия и детска педагогика. През 1910 година се завръща в Тифлис като преподавател по арменски език и граматика. През 1912 г. публикува втората си стихосбирка. Комедията „Кач Назар“ (Смелия Назар) е издадена през 1922 г. Завръща се в Армения през 1925 г. и се установява в Ереван. В периода 1925 – 1928 г. работи в Института по арменска история и култура като научен работник. През 1927 г. е избран за председател на Съюза на арменските писатели. През 1943 г. издава романа „Вартананк“. По случай 50-ата годишнина от творческата му дейност през 1945 г. е удостоен с орден на труда „Червено знаме“. През 1953 г. е приет като член на Академията на науките. С указ на Върховния съвет на Академията през 1956 г. е удостоен с орден „Червено знаме на труда“.
На 6 декември 1956 г. умира в Ереван. Погребан е в Централните гробища на Ереван.

## Творби
- „Абакан“ – 1893 година
- „Смелият Назар“ – комедия – 1922 година
- „Вартананк“ – исторически роман – 1943 година
- „Родна страна“ – драма